# Produktives Lernen
Produktives Lernen bedeutet Lernen durch Tätigkeitserfahrungen. Als Bildungsform in Deutschland entstand Produktives Lernen 1987 als Jugendbildungsprojekt und Schulversuch Stadt-als-Schule Berlin. Heute bieten Berlin, Brandenburg, Thüringen, Sachsen-Anhalt, Mecklenburg-Vorpommern, Sachsen und Schleswig-Holstein Produktives Lernen an allgemeinbildenden Schulen an. Auch in anderen europäischen Ländern wird diese Bildungsform an Schulen und außerschulischen Bildungsprojekten umgesetzt. Theorie, Methodik und Umsetzung des Produktiven Lernens werden vom Institut für Produktives Lernen in Europa (IPLE) zusammen mit den Pädagogen nach eigenen Angaben des IPLE ständig (weiter-)entwickelt. Ein Weiterbildungsstudium des IPLE qualifiziert die Pädagogen projektbegleitend.

## Nähere begriffliche Eingrenzungen
Produktives Lernen ist eine Bildungsform an Schulen der Sekundarstufe I und außerschulischen Bildungsprojekten. Den Lernprozessen liegen Tätigkeiten in „gesellschaftlichen Ernstsituationen“, d. h. in Betrieben, Institutionen, Vereinen etc. zugrunde. Die Woche gliedert sich im Produktiven Lernen in drei Tage/Woche Tätigkeit und Lernen in der Praxis, und zwei Tage/Woche Lernen in der „Lernwerkstatt“ der Schule. Durch Produktives Lernen rückt die individuelle und selbst gewählte Tätigkeit ins Zentrum des Bildungsprozesses, dadurch werden Sinn und Zweck des Gelernten erkennbar und es entstehen neue Bildungsinteressen. Produktives Lernen ist individuelles Lernen an selbst gestellten Aufgaben, das durch wöchentliche Bildungsberatung und individuelle Lernplanung mit speziell qualifizierten Pädagogen unterstützt wird. Allgemeinwissen, kulturelles Wissen sowie die Inhalte der klassischen Schulfächer dienen dem Verständnis der Praxis und der Bewältigung der Anforderungen, die sich aus der Tätigkeit ergeben. Produktives Lernen ermöglicht neben Allgemeinbildung in besonderem Maße Persönlichkeitsentwicklung in den Bereichen Sozialkompetenzen, Methodenkompetenzen, Entscheidungskompetenzen, Selbstständigkeit und Selbstbewusstsein. Die Erfahrungen, die die Jugendlichen an sechs verschiedenen Praxislernorten in zwei Jahren machen, befördern eine intensive, nachhaltige und individuelle Berufsorientierung. Die Schüler dürfen sich ihren Praxisplatz selber auswählen.

## Entstehungsgeschichte und Verbreitung
Produktives Lernen ist eine Bildungsform, die das traditionelle schulische Lernen in den letzten Schuljahren der Allgemeinbildenden Schule ersetzt. Inspiriert durch die alternative staatliche Highschool City-As-School in New York initiierten Ingrid Böhm und Jens Schneider zusammen mit anderen 1984 Die Stadt-als-Schule Berlin als Jugendbildungsprojekt. Die Stadt-als-Schule Berlin wurde 1987 eröffnet und 1991 in einen Schulversuch umgewandelt. Die außerordentlich positiven pädagogischen Erfahrungen in der Stadt-als-Schule Berlin veranlassten Ingrid Böhm und Jens Schneider, 1991 das Institut für Produktives Lernen in Europa (IPLE) als An-Institut der Alice Salomon Hochschule zu gründen. Das Institut entwickelte das Konzept der Stadt-als-Schule Berlin zum Produktiven Lernen weiter, um diese Bildungsform und ihre Methodik in Deutschland und international zu verbreiten. Es entstand ein Disseminationskonzept aus einem projektbegleitenden Weiterbildungsstudium und einer „Standortberatung“, die die Einführung, Konzeptentwicklung und Evaluation an der einzelnen Schule oder an der außerschulischen Bildungseinrichtung begleitet. Ab 1996 wurde das Produktive Lernen als Schulversuch an 12 Berliner Schulen mit großem Erfolg durchgeführt und im Schuljahr 2004/05 in reguläre Bildungsangebote übergeleitet. Seitdem haben Brandenburg, Sachsen-Anhalt, Thüringen, Mecklenburg-Vorpommern und Sachsen Produktives Lernen an ihren Schulen eingeführt. Nicht nur in Deutschland, auch in anderen Teilen Europas wurden Projekte Produktiven Lernens umgesetzt. Diese haben sich im Jahr 1991 auf Initiative von Ingrid Böhm und Jens Schneider anlässlich einer internationalen Tagung zum International Network of Productive Learni„ng Pr“ojects and Schools („INEPS“) zusammengeschlossen. Die Schüler dürfen sich ihren Praxisplatz selber auswählen.

## Theorie
Die Bildungstheorie des Produktiven Lernens folgt einer erfolgreichen Praxis, um diese zu verstehen und zu verbessern, nicht umgekehrt. Dabei bezieht sie sich insbesondere auf die kulturhistorische Schule Wygotskis und Leontjews und ist in vielen Aspekten der reformpädagogischen Bewegung verbunden; sie teilt mit ihr wesentliche Grundannahmen über das Lernen.
Ein zentraler Begriff des Produktiven Lernens ist die ‚Tätigkeit’, die nach Leontjew zwischen dem Individuum und Natur/Gesellschaft vermittelt (Leontjew 1979). Aus eigenen Tätigkeitserfahrungen heraus, die in selbst gewählten „gesellschaftlichen Ernstsituationen“ gewonnen werden, sollen die Lernenden im Produktiven Lernen zur eigenverantwortlichen Gestaltung ihres Bildungsprozesses angeregt werden. Sie werden darin unterstützt, ihre Tätigkeitserfahrungen in Bildungsprozessen zu verarbeiten und zu reflektieren sowie neue Tätigkeitsfelder zu entdecken. Die eigene produktive Tätigkeit in einer selbstgewählten Praxis wird somit zum Ausgangspunkt und Ziel von Bildung. Wissen und Können werden als Werkzeug verstanden, das zur Planung, Durchführung und Auswertung der Praxis notwendig ist (Praxisbezug des Produktiven Lernens). Tätigkeit und Bildung sind individuell begründet und selbst gestaltet (Personbezug des Produktiven Lernens). Die praktische Tätigkeit in gesellschaftlichen Ernstsituationen ermöglicht den Schülern, gesellschaftliche, kulturelle und politische Entscheidungen und Entwicklungen zu erleben und zu reflektieren (Kulturbezug des Produktiven Lernens).
Die Schüler des Produktiven Lernens sind in den bisher entwickelten Bildungsangeboten in der Regel drei Monate lang an drei Tagen pro Woche an einem individuell gewählten Praxislernort tätig: in einer Tischlerei, in einem Gemüsegeschäft, bei einer Zeitung, in einem Krankenhaus, bei Amnesty International, beim Fernsehen oder wo sonst etwas gesellschaftlich ‚Ernstes’ geschieht. Gemeinsam mit den sie beratenden Pädagogen gestalten die Jugendlichen individuelle Curricula auf der Basis ihrer Tätigkeitserfahrungen; so können die individuellen Bildungsbedürfnisse der Jugendlichen optimal berücksichtigt werden. Das Schuljahr ist in Trimester gegliedert, sodass die Schüler je Schuljahr drei unterschiedliche Praxislernorte aufsuchen. Produktives Lernen bietet durch diese Form von Allgemeinbildung zugleich eine individualisierte, praxisbezogene und deshalb äußerst nachhaltige Berufsorientierung. Durch die Tätigkeit in unterschiedlichen Berufsfeldern können die Jugendlichen Berufsvorstellungen entwickeln, konkretisieren, verändern oder auch sich von ihnen begründet verabschieden.
Durch die Anforderung, den eigenen Bildungsprozess möglichst weitgehend selbst zu entscheiden und zu gestalten, entwickeln die Jugendlichen „Schlüsselkompetenzen“: Methodenkompetenzen (z. B. Arbeitsprozesse planen, Informationen recherchieren und aufarbeiten, Ergebnisse präsentieren), Selbstkompetenzen (z. B. Selbständigkeit, Selbstvertrauen, Selbsteinschätzung, Ziele setzen) und Sozialkompetenzen (z. B. Regeln einhalten, konstruktive Diskussionen, Toleranz, Arbeiten im Team).

## Bildungsziele, Curriculum und Methodik
Ausgehend von den in deutschen und europäischen Schulgesetzen überall ähnlich formulierten pädagogischen Zielen hat das Institut für Produktives Lernen in Europa (IPLE) drei Bildungsziele des Produktiven Lernens formuliert und in einem Curriculum-Rahmen ausdifferenziert, innerhalb dessen die Schüler mit den Pädagogen individuelle Curricula entwickeln:
- Erschließung der eigenen Person (Personbezüge zur Tätigkeit herstellen, Interessen entwickeln, Entscheidungen treffen)
- Erschließung der gesellschaftlichen Praxis (Tätigkeiten planen, durchführen, auswerten, Theoriebezüge herstellen)
- Erschließung der Kultur (Fragen zur Praxis entwickeln, Fachbezüge, Kulturbezüge, Gesellschaftsbezüge herstellen)

Im umfangreichsten Curriculumelement, dem Lernen in der Praxis, wählen die Schüler dreimal im Schuljahr einen Praxislernort in Betrieben oder in sozialen, kulturellen oder politischen Einrichtungen, an dem sie wöchentlich 17 Stunden tätig sind und zugleich ihre Tätigkeit erkunden, hinterfragen und reflektieren. In der Kommunikationsgruppe tauschen die Schüler die gewonnenen Erfahrungen aus und bereiten weitere Tätigkeiten, Beobachtungen und Recherchen vor. Dies geschieht insbesondere in der Lernwerkstatt, die den traditionellen Klassenraum ersetzt. Nur acht Wochenstunden sind fachbezogen, sollen aber gleichfalls mit den praktischen Erfahrungen in Verbindung stehen: Deutsch, Englisch und Mathematik im Produktiven Lernen sowie die epochal behandelten Lernbereiche Mensch und Kultur, Gesellschaft und Wirtschaft und Natur und Technik. Je nach Bundesland gehören auch Kunst und Musik, Sport, Ethik/Religion oder ein Wahlpflichtfach zum fachbezogenen Lernen.
Die individuelle Bildungsberatung ist neben dem Lernen in der Praxis das wichtigste methodische Element des Produktiven Lernens. Die Schüler treffen sich einmal pro Woche mit „ihrer Pädagogin“ bzw. „ihrem Pädagogen“ zu einer individuellen Bildungsberatung, in der gemeinsam die individuellen Curricula erarbeitet, besprochen, verfolgt und bewertet werden. Hier werden Praxiserfahrungen reflektiert, Frage- und Aufgabenstellungen entwickelt und individuelle Fragen, Themen und Erfahrungen besprochen. Für Pädagogen wie Schüler ist diese Bildungsbegleitung in hohem Maße ungewohnt und herausfordernd.
Die Rolle der Pädagogen verändert sich im Produktiven Lernen grundlegend: Fachvermittlung sowie Vorgabe von Fragestellungen und Aufgaben, die von den Lehrern in der traditionellen Schule quasi selbstverständlich erwartet und geleistet werden, legitimiert durch ihren Erfahrungs- und Qualifikationsvorsprung, werden auf die Lernenden und ihre Herausforderung durch die Situation (zurück-)verlagert. Die Kompetenzen, die durch die veränderte Pädagogenrolle erforderlich werden, liegen in den Bereichen
- Bildungsberatung und -evaluation,
- Erschließung von produktiven Tätigkeiten für Bildungsprozesse,
- Entwicklung Produktiver Situationen,
- Moderation von Gruppenlernprozessen,
- Projektevaluation, Projektmanagement und Projektentwicklung.

Im Produktiven Lernen können je nach Bundesland verschiedene Schulabschlüsse erreicht werden, in Berlin beispielsweise der Hauptschulabschluss, der erweiterte Hauptschulabschluss und der mittlere Schulabschluss.

## Wirksamkeit
Die Erfolge des Produktiven Lernens beweisen die Angemessenheit des Bildungsparadigmas sowie der Methodik für den sich beschleunigenden gesellschaftlichen Wandel: Hohe Abschlussquoten und hohe Übergangsquoten in Berufsausbildung und Berufstätigkeit, und zwar von Schülern, denen weitgehend ein Scheitern ihrer Schulkarriere prognostiziert wurde, machen deutlich, dass Produktives Lernen nicht nur theoretisch plausibel, sondern auch praktikabel und erfolgreich ist. Die Projekte werden in der Entwicklungsphase vom IPLE evaluiert. Daten zu erreichten Schulabschlüssen, Anschlussperspektiven etc. sind in den Evaluationen der Projekte Produktiven Lernens dokumentiert und ausgewertet.

## Institut für Produktives Lernen in Europa (IPLE)
Das IPLE (Kurzform von Institut für Produktives Lernen in Europa) engagiert sich seit 1991 als wissenschaftliches Institut und eingetragener Verein für Produktives Lernen. Als An-Institut der Alice Salomon Hochschule Berlin bietet das IPLE ein zweijähriges projektbegleitendes Weiterbildungsstudium an, in dem die Pädagogen sich mit dem Bildungsansatz und seiner Methodik vertraut machen und sich mit ihrer veränderten Rolle auseinandersetzen. Das Weiterbildungsstudium besteht aus der schriftlichen Beantwortung von 12 Studienbriefen und der Teilnahme an 20 Seminarveranstaltungen, einschließlich internationaler Konferenzen und Seminare. Die Weiterbildung wird durch monatliche standortbezogene Teamberatungen ergänzt. Das IPLE betreibt darüber hinaus Mittelakquise und -verwaltung. Das IPLE initiiert und unterstützt regional, national und international die Entwicklung des Produktiven Lernens und fördert seine nationale und internationale Vernetzung.

## International Network of Productive Learning Projects and Schools (INEPS)
Produktives Lernen ist auch internationales und interkulturelles Lernen. Im  International Network of Productive Learning Projects and Schools (INEPS) haben sich Schulen und außerschulische Einrichtungen aus gegenwärtig 15 europäischen und außereuropäischen Ländern vernetzt, tauschen regelmäßig in Konferenzen ihre Erfahrungen aus und führen Jugendkongresse sowie Austauschprogramme für Schüler und Pädagogen durch.